# Wisdom Quaye
Wisdom Niiayitey Quaye July (ur. 8 kwietnia 1998 w La Ceiba) – honduraski piłkarz pochodzenia ghańskiego występujący na pozycji prawego obrońcy, reprezentant Hondurasu, od 2021 roku zawodnik Realu España.
Jego rodzina ze strony ojca pochodzi z Ghany. W lutym 2022 został zawieszony przez FIFA po wykryciu w jego organizmie niedozwolonej substancji na kontroli antydopingowej (ostatecznie zawieszenie trwało półtora roku).